# The Stone Quarry
The Stone Quarry (ранее Cruel and Unusual Films, Inc.) — американская продюсерская компания, основанная в 2004 году режиссёром Заком Снайдером, его женой Деборой Снайдер и их партнёром-продюсером Уэсли Коллером.

## Основание
Cruel and Unusual Films, Inc. была основана в 2004 году Заком Снайдером, его женой Деборой Снайдер и партнёром-продюсером Уэсли Коллером. Компания базируется в Warner Bros. и находится в Пасадене, штат Калифорния. В 2007 году компания подписала двухлетний производственный контракт с Warner Bros., до выхода фильма «300 спартанцев», в котором Снайдер был режиссёром. Снайдер и Дебора являются сопредседателями компании. Коллер часто выступает в качестве партнёра по производству. 30 января 2009 года Снайдер запустил официальный сайт компании и пригласил художников представить версии логотипа компании. Помимо производства фильмов, Cruel and Unusual Films также оказала помощь в маркетинге своих фильмов, основываясь на сильном рекламном опыте Снайдера и Деборы. К январю 2019 года Снайдер объявил о новом названии студии, The Stone Quarry.

## Справочная информация
На сегодняшний день Cruel and Unusual/The Stone Quarry является не указанным в титрах сопродюсером фильмов, в которых Снайдер и его жена были режиссёром и продюсером соответственно. После своего создания в 2004 году компания выпустила «Рассвет мертвецов», ремейк одноимённого фильма 1978 года. В 2007 году Cruel and Unusual Films выпустили «300 спартанцев», экранизацию графического романа Фрэнка Миллера «300». В 2009 году компания выпустила «Хранителей», экранизацию одноименной серии комиксов DC Comics. Cruel and Unusual выпустили «Легенды ночных стражей», компьютерный мультфильм, основанный на серии детских фэнтезийных книг Кэтрин Ласки «Ночные стражи». Sucker Punch был написан в соавторстве и снят Снайдером, который также продюсировал фильм с Деборой. Фильм является первым, в котором Cruel and Unusual выступила в качестве продюсера. Фильм был выпущен 25 марта 2011 года.
В 2014 году студия стала сопродюсером фильма «300 спартанцев: Расцвет империи». В 2016 году студия совместно спродюсировало продолжение фильма «Человек из стали», «Бэтмен против Супермена: На заре справедливости»
В 2017 году студия совместно сняла «Чудо-женщину» и «Лигу справедливости»
В июле 2015 года стало известно, что Зак Снайдер и Дебора Снайдер будут выступать в качестве продюсеров и исполнительных продюсеров Расширенной вселенной DC. С 2018 года председатели DC Films Джефф Джонс и Уолтер Хамада будут выступать в качестве исполнительных продюсеров будущих фильмов DC, действие которых происходит в расширенной вселенной DC, вместе со Снайдерами.
Студия должна была сняла «Армию мертвецов», продолжение ремейка «Рассвета мертвецов», в котором Зак Снайдер должен был помочь в разработке сюжета, в то время как его жена — продюсером, а Джоки Гарольд — написать сценарий. История рассказывает о том, как отец пытается спасти свою дочь в заражённом зомби Лас-Вегасе. Из-за дорогостоящей стоимости производство фильма было отменено.

### Будущие проекты
Зак Снайдер также будет режиссером ремейка фильма «Иллюстрированный человек». Компания также будет выпускать фильм Horse Latitudes, который ранее был известен как The Last Photograph, фильм о фотографии, который вдохновляет двух мужчин на поездку в Южную Америку. Фильм будет снят Заком Снайдером и спродюсирован Снайдером и Деборой.
В сентябре 2017 года было подтверждено, что Зак Снайдер разрабатывает фильм «Источник», основанный на одноимённом романе Айна Рэнда.
В сентябре 2020 года было объявлено, что Netflix получил зелёный свет на приквел, основанный на «Армии мертвецов», а Маттиас Швайгёфер будет режиссёром фильма в дополнение к повторению своей роли Людвига. Шей Хаттен также напишет сценарий. Также было объявлено, что в работах есть серия аниме-приквелов под названием «Армия мертвецов: Потерянный Вегас». Сериал послужит историей происхождения персонажа Дейва Батисты Скотта Уорда и его спасательной команды во время первоначального падения Вегаса, когда они противостоят источнику вспышки зомби. Джей Олива будет выступать в качестве шоураннера сериала, а Олива и Зак Снайдер будут режиссёрами по две серии каждый. В июле 2021 года компания подписала первый контракт с Netflix.

## Продукция

### Фильмы
| Год                         | Фильм                                           | Режиссёр                    | Совместное производство                                                                   | Дистрибьютор                               | Rotten Tomatoes             | Metacritic                  |
| Как Cruel and Unusual Films | Как Cruel and Unusual Films                     | Как Cruel and Unusual Films | Как Cruel and Unusual Films                                                               | Как Cruel and Unusual Films                | Как Cruel and Unusual Films | Как Cruel and Unusual Films |
| --------------------------- | ----------------------------------------------- | --------------------------- | ----------------------------------------------------------------------------------------- | ------------------------------------------ | --------------------------- | --------------------------- |
| 2004                        | Рассвет мертвецов                               | Зак Снайдер                 | Strike Entertainment / New Amsterdam Entertainment                                        | Universal Pictures                         | 76 %                        | 58/100                      |
| 2007                        | 300 спартанцев                                  | Зак Снайдер                 | Legendary Pictures / Virtual Studios / Atmosphere Pictures / Hollywood Gang Productions   | Warner Bros. Pictures                      | 61 %                        | 52/100                      |
| 2008-2009                   | Watchmen: Motion Comic                          | Джейк Страйдер Хьюз         | Серия короткометражных мультфильмов, основанная на серии комиксов DC «Хранители»          | Warner Premiere Digital                    | —                           | —                           |
| 2009                        | Хранители                                       | Зак Снайдер                 | Legendary Pictures / Lawrence Gordon Productions / DC Entertainment                       | Warner Bros. Pictures / Paramount Pictures | 65 %                        | 56/100                      |
| 2010                        | Легенды ночных стражей                          | Зак Снайдер                 | Village Roadshow Pictures / Animal Logic                                                  | Warner Bros. Pictures                      | 52 %                        | 53/100                      |
| 2011                        | Запрещённый приём                               | Зак Снайдер                 | Legendary Pictures                                                                        | Warner Bros. Pictures                      | 22 %                        | 33/100                      |
| 2013                        | Человек из стали                                | Зак Снайдер                 | DC Entertainment / Legendary Pictures / Syncopy / Peters Entertainment                    | Warner Bros. Pictures                      | 56 %                        | 55/100                      |
| 2014                        | 300 спартанцев: Расцвет империи                 | Ноам Мурро                  | Legendary Pictures / Atmosphere Pictures / Hollywood Gang Productions                     | Warner Bros. Pictures                      | 45 %                        | 48/100                      |
| 2016                        | Бэтмен против Супермена: На заре справедливости | Зак Снайдер                 | RatPac Entertainment / Atlas Entertainment / DC Entertainment                             | Warner Bros. Pictures                      | 29 %                        | 44/100                      |
| 2017                        | Чудо-женщина                                    | Пэтти Дженкинс              | RatPac Entertainment / Tencent Pictures / Wanda Pictures / Atlas Entertainment / DC Films | Warner Bros. Pictures                      | 93 %                        | 76/100                      |
| 2017                        | Лига справедливости                             | Зак Снайдер                 | RatPac Entertainment / Atlas Entertainment / DC Films                                     | Warner Bros. Pictures                      | 40 %                        | 45/100                      |
| 2018                        | Аквамен                                         | Джеймс Ван                  | RatPac Entertainment / The Safran Company / Mad Ghost Productions / DC Films              | Warner Bros. Pictures                      | 65 %                        | 55/100                      |
| Как The Stone Quarry        |                                                 |                             |                                                                                           |                                            |                             |                             |
| 2020                        | Чудо-женщина 1984                               | Пэтти Дженкинс              | Atlas Entertainment / DC Films                                                            | Warner Bros. Pictures                      | 59 %                        | 60/100                      |
| 2021                        | Лига справедливости Зака Снайдера               | Зак Снайдер                 | Warner Bros. Pictures / Access-Dune Entertainment / Atlas Entertainment / DC Films        | HBO Max                                    | 71 %                        | 54/100                      |
| 2021                        | Армия мертвецов                                 | Зак Снайдер                 | —                                                                                         | Netflix                                    | 67 %                        | 57/100                      |
| 2021                        | Армия воров                                     | Маттиас Швайгхёфер          | Pantaleon Films                                                                           | Netflix                                    | 68 %                        | 49/100                      |
| 2023                        | Мятежная Луна: Дитя огня                        | Зак Снайдер                 | Grand Electric                                                                            | Netflix                                    | TBA                         | TBA                         |
| 2024                        | Мятежная Луна: Оставляющая шрамы                | Зак Снайдер                 | Grand Electric                                                                            | Netflix                                    | TBA                         | TBA                         |
| TBA                         | Планета мертвецов                               | Зак Снайдер                 | —                                                                                         | Netflix                                    | TBA                         | TBA                         |

### Телевидение
| Год | Название                        | Совместное производство                 | Сеть    | Rotten Tomatoes | Metacritic |
| --- | ------------------------------- | --------------------------------------- | ------- | --------------- | ---------- |
| TBA | Армия мертвых: Потерянный Вегас | Netflix Animation / Meduzarts Animation | Netflix | TBA             | TBA        |
| TBA | Сумерки богов                   | Netflix Animation                       | Netflix | TBA             | TBA        |

### Игры
| Год  | Название                             | Разработчик(и)           | Издатель | Платформа(ы)           |
| ---- | ------------------------------------ | ------------------------ | -------- | ---------------------- |
| 2021 | Army of the Dead: Viva Las Vengeance | Pure Imagination Studios | Netflix  | виртуальная реальность |